# Boussé
Boussé è un dipartimento del Burkina Faso classificato come città, capoluogo della provincia di Kourwéogo, facente parte della Regione dell'Altopiano Centrale.
Il dipartimento si compone del capoluogo e di altri 16 villaggi: Gasma, Goala, Golmidou, Goundrin, Guesna, Kaonghin, Kiedpalogo, Kinana, Koui, Kourian, Laogo, Likinkelsé, Sandogo, Sao, Silmiougou e Yargo.